# Yalnızçam, Ardahan
Yalnızçam là một thị trấn thuộc thành phố Ardahan, tỉnh Ardahan, Thổ Nhĩ Kỳ.